# Meritxell Inaraja Genís
Meritxell Inaraja (Vic, 26 de febrero de 1968) es una arquitecta catalana.  

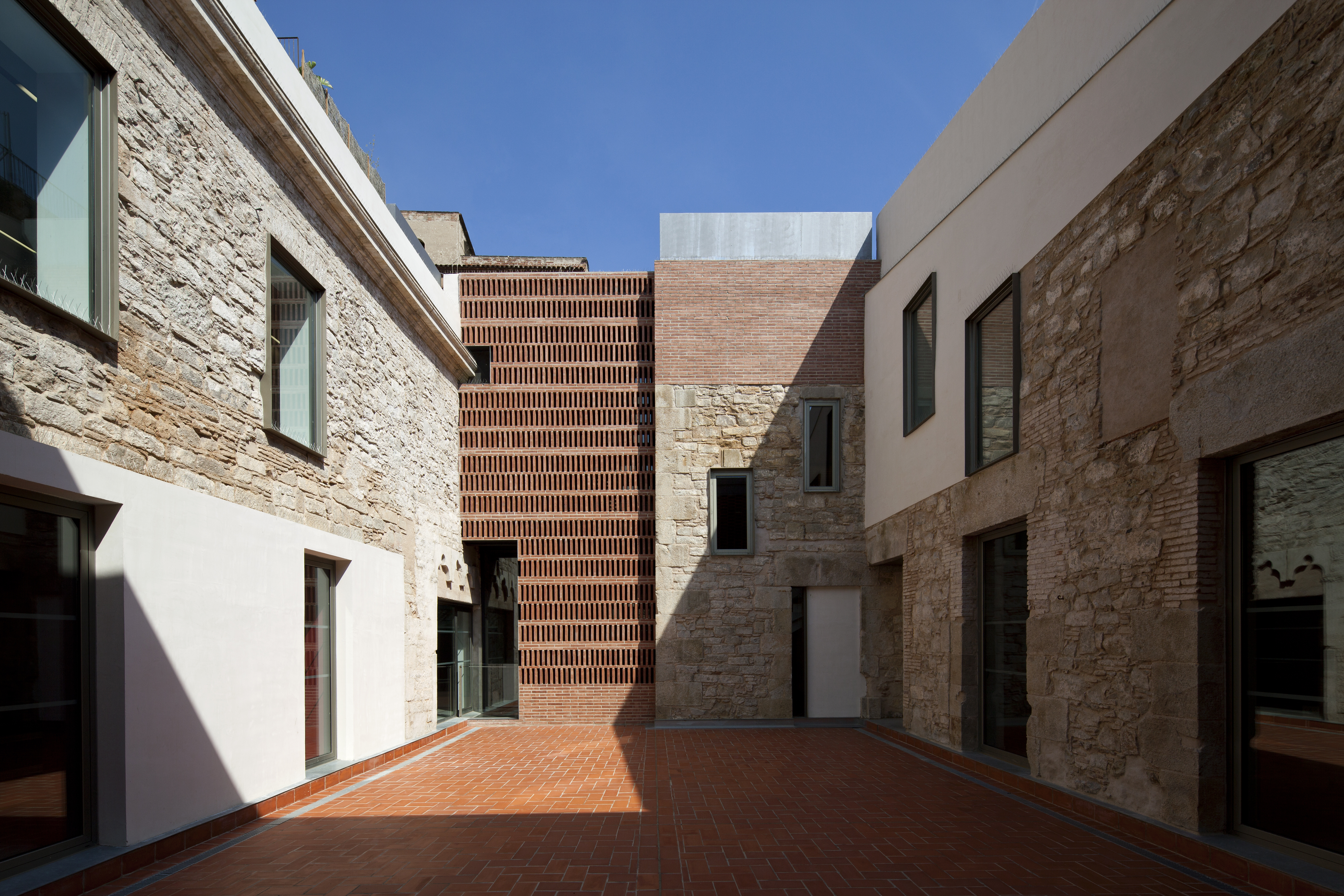
'La Seca' Espacio Cultural. Parte 1

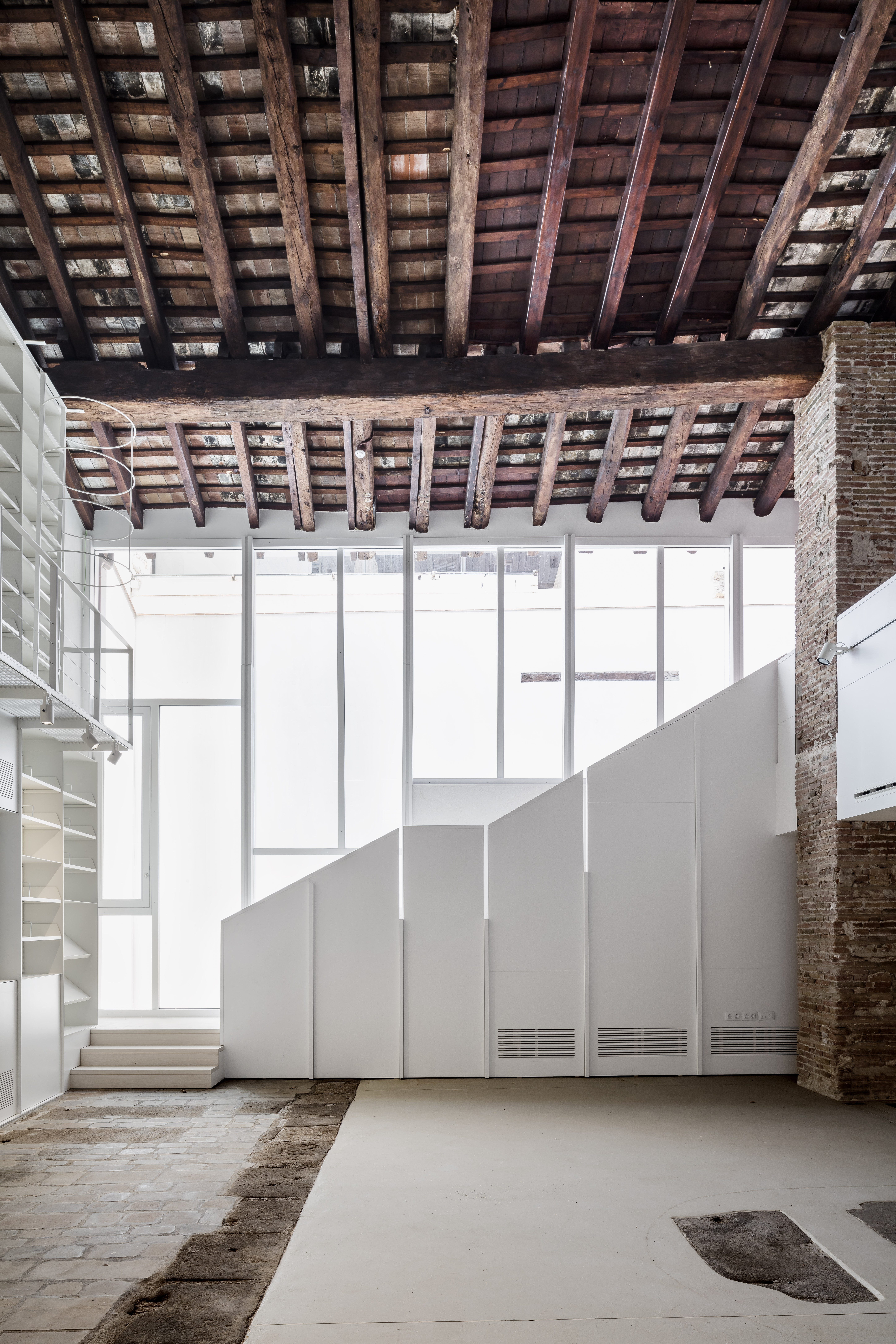
'La Seca' Espacio Cultural. Parte 2

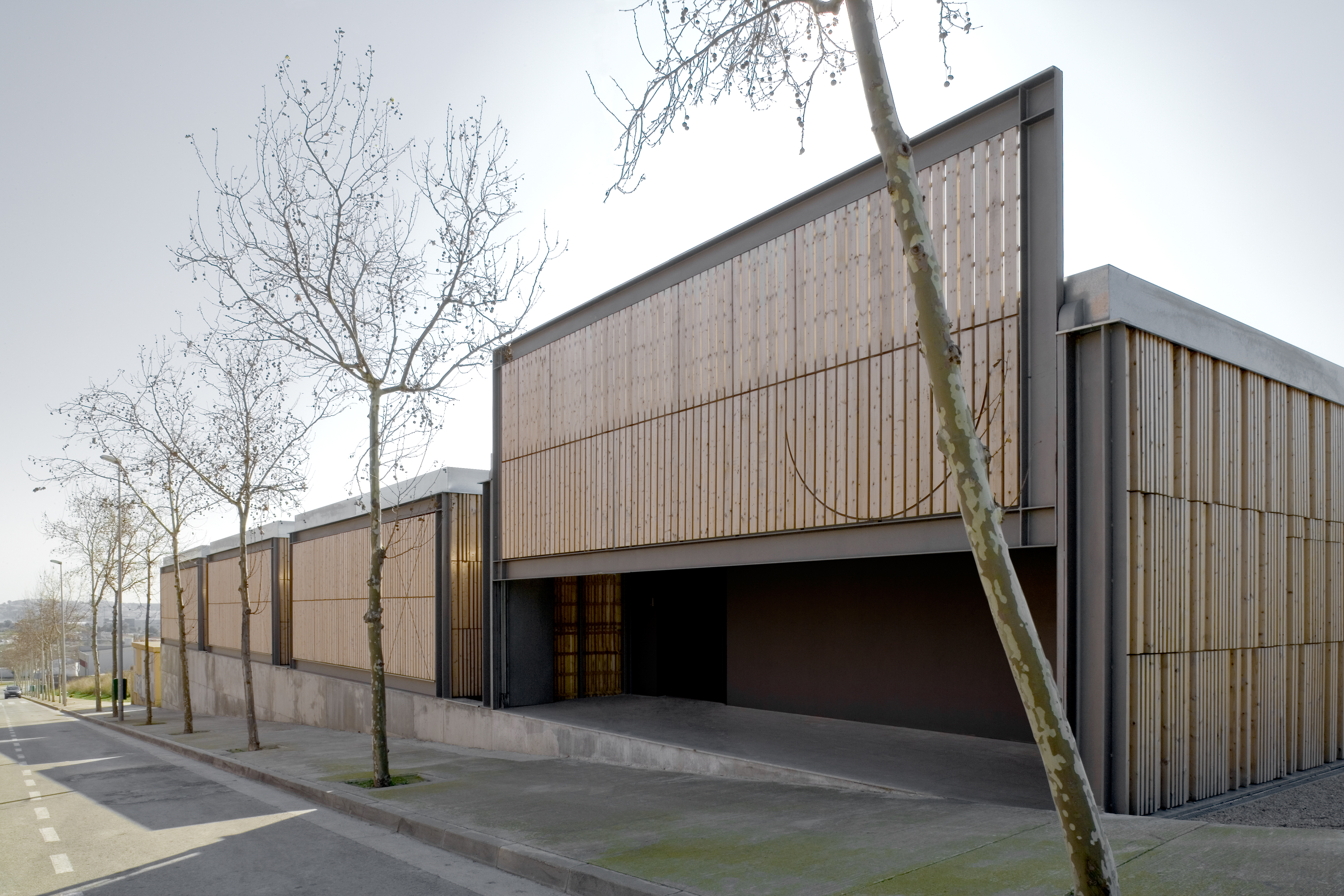
Archivo Histórico del Garraf

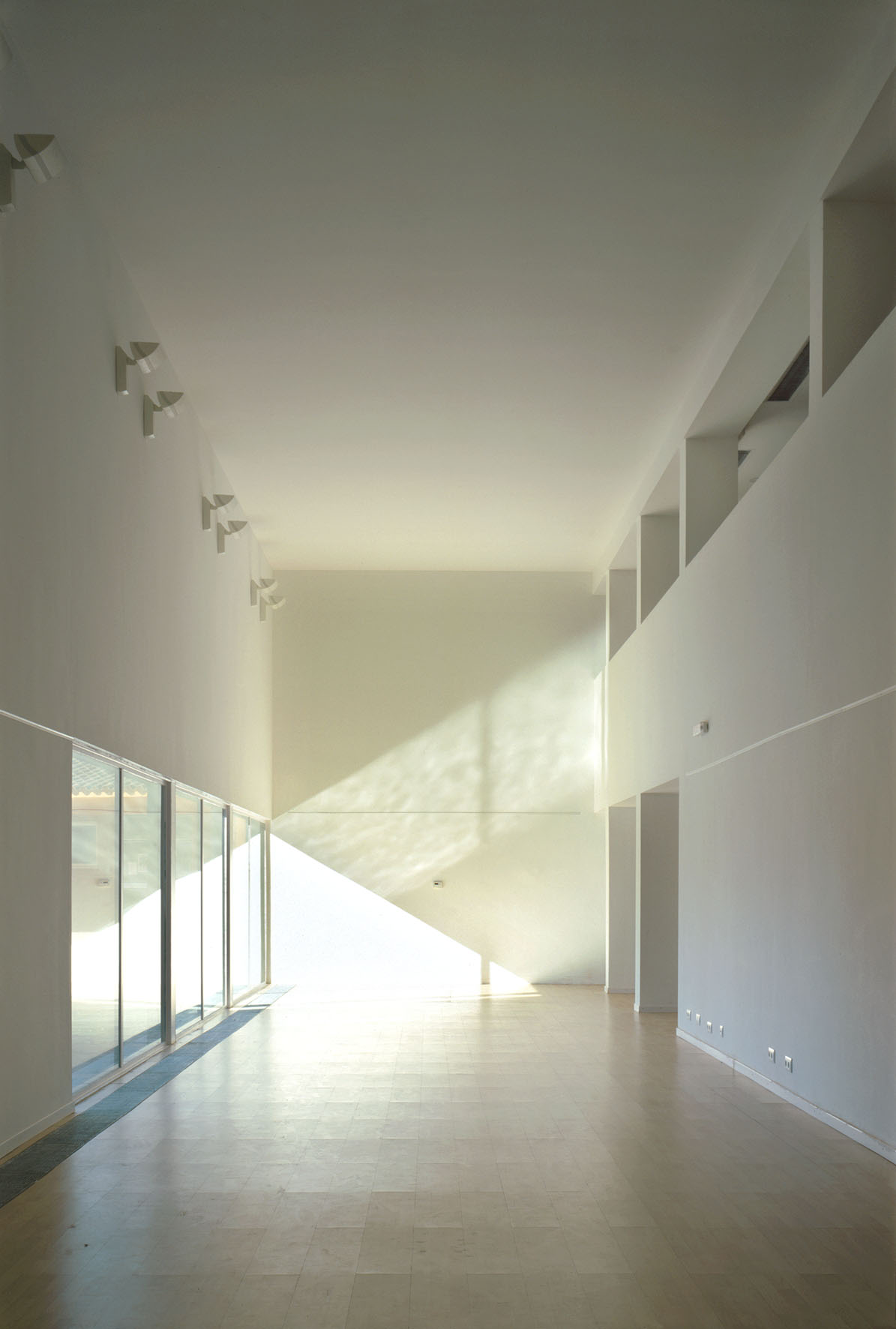
Escuela de Música y Baile en Palafolls

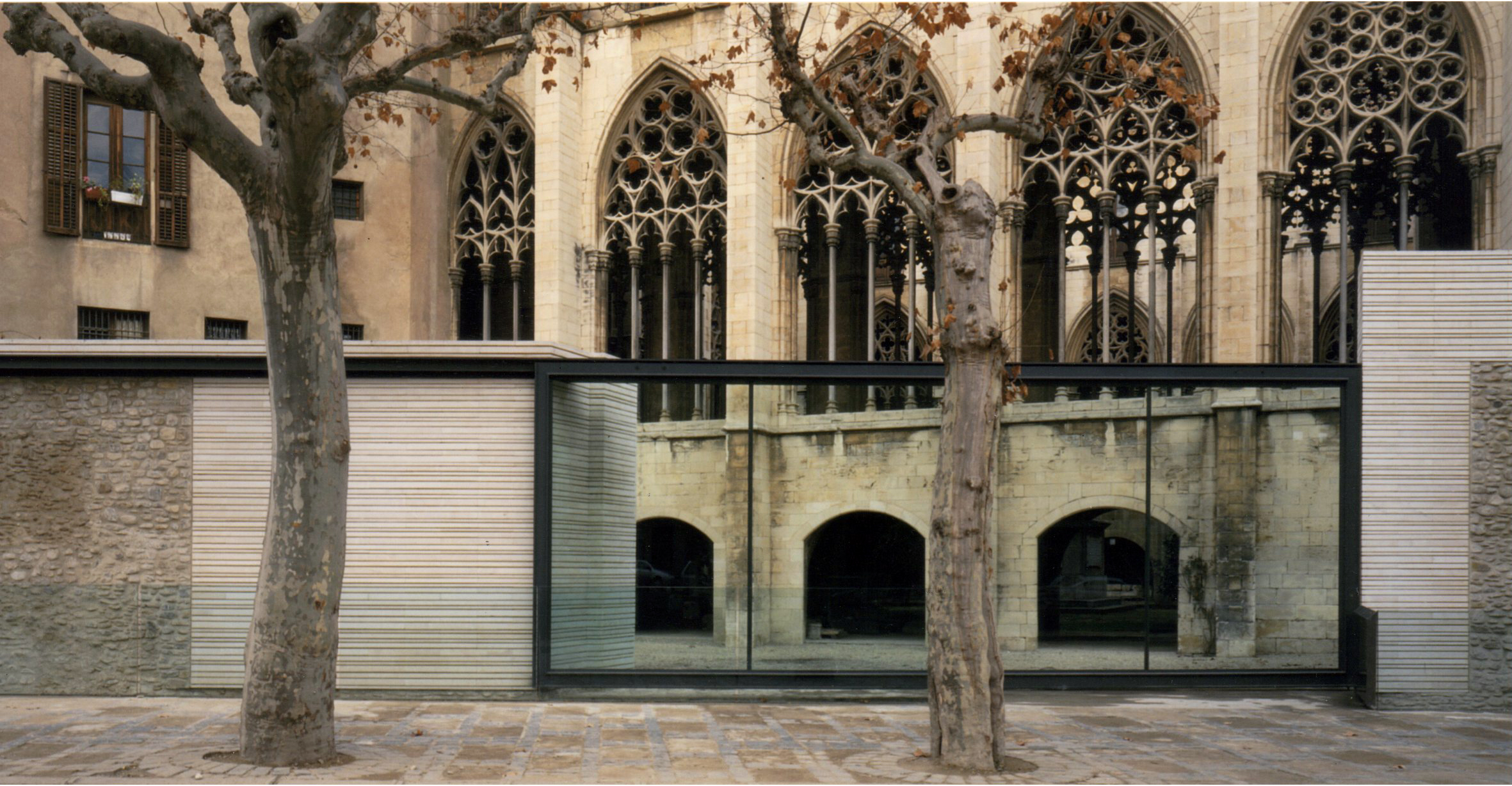
Restauración de las Murallas de Vic

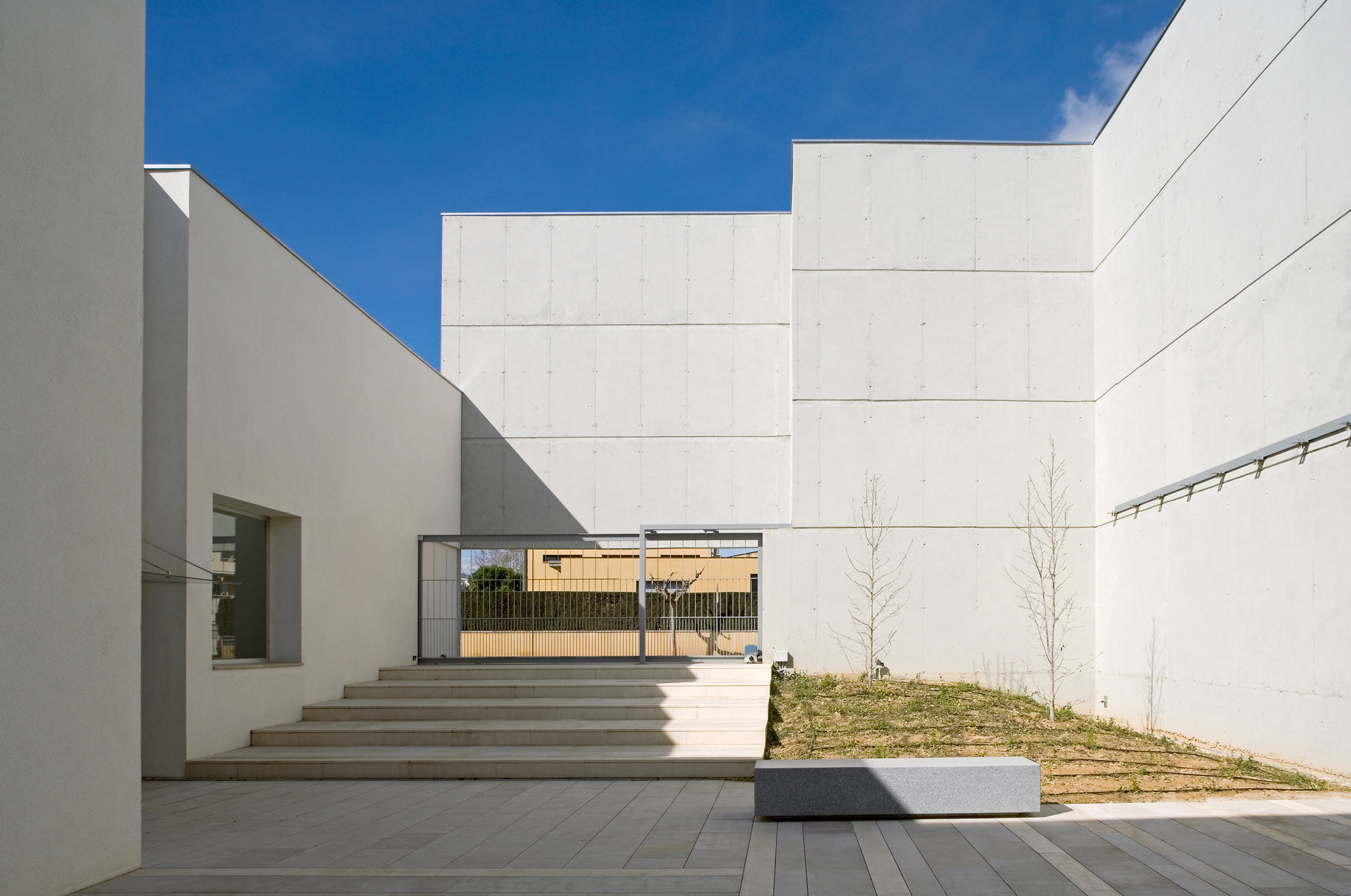
Patio Interior del Archivo Histórico de la Ribera de Ebro

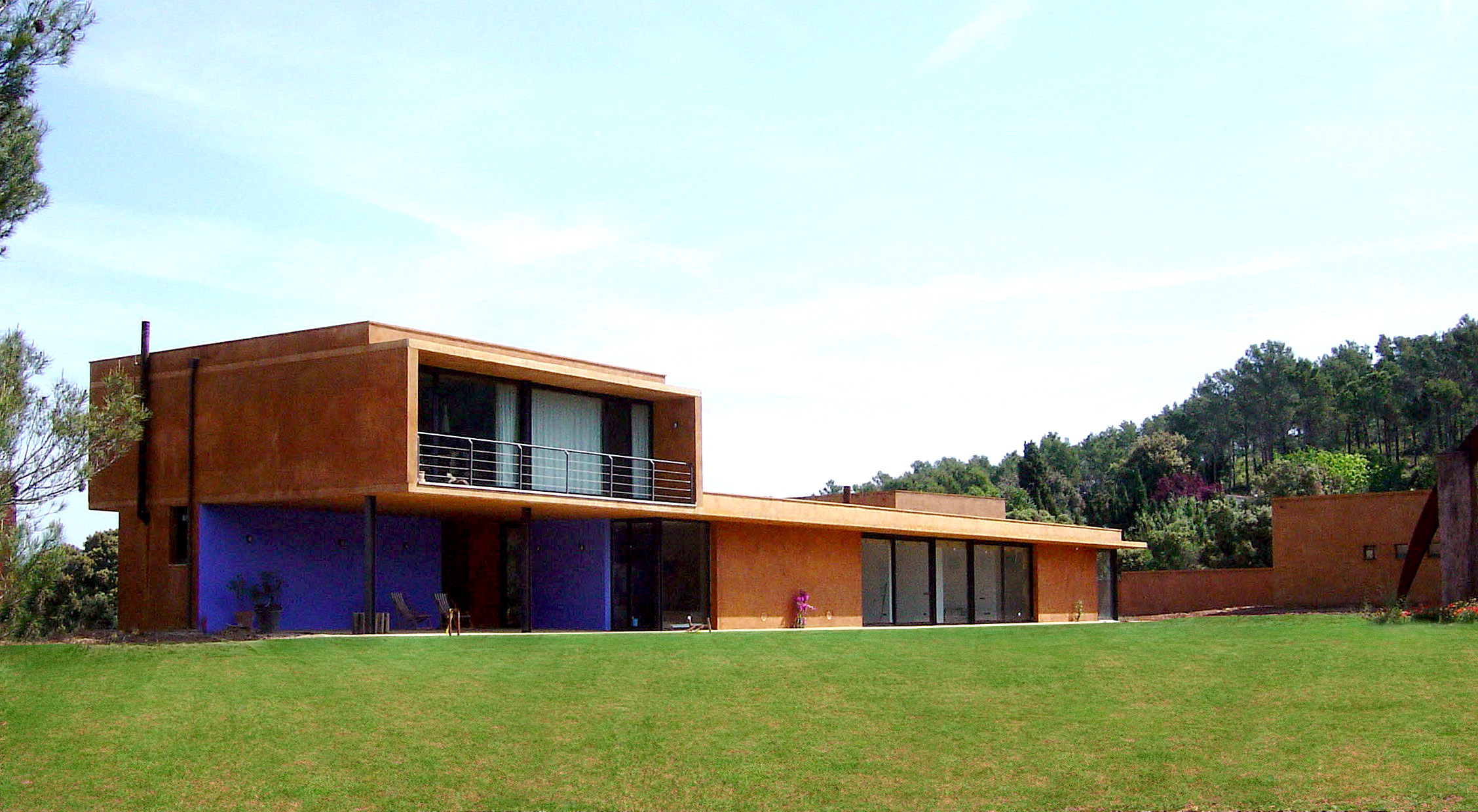
Casa y Estudio para un artista en Ventalló

## Biografía
Se licenció en Arquitectura en la Escuela Técnica Superior de Arquitectura de Barcelona, Universidad Politécnica de Cataluña, en 1994. Un año más tarde estudió un posgrado en Museología y Diseño en la UPC.
Es discípula del arquitecto Jordi Garcés. Durante mucho tiempo, los proyectos con Garcés y los encargos propios en el estudio de arquitectura que fundó en 1995, situado en la plaza mayor de Vic, avanzaron en paralelo. Con él colaboró en el proyecto de ampliación del Museo Picasso de Barcelona, el Museo Egipcio, la Fundación Francisco Godia (la modernista Casa Garriga Nogués, actual sede en Barcelona de la Fundación Mapfre) y un proyecto de viviendas no convencionales en el barrio 22@ de Barcelona. Esta relación profesional se mantuvo hasta 2011, cuando ambos arquitectos colaboraron en un proyecto de obra nueva de un edificio de viviendas en Piera (Barcelona).
El estilo de Inaraja se caracteriza por la búsqueda permanente de la funcionalidad, el profundo respeto por el entorno y la constante presencia de la luz. Aunque sus edificios de obra nueva y sus proyectos de rehabilitación difieren el uno del otro, sí existe un común denominador entre todos ellos: la investigación y uso del material, vinculado con el proyecto o el entorno, o que simplemente lo complementa o mejora. En los proyectos de rehabilitación siempre ha apostado por interiores que respetan la historia del edificio pero aportan elementos contemporáneos que dotan al espacio del máximo confort.
Entre sus proyectos de rehabilitación destaca la Antigua Fábrica de la Moneda “La Seca” como Centro Cultural, las Murallas de Vic, el Castillo de Besora, la Torre de la Tossa de Montbuí, la cubierta del Monasterio de San Pedro de Camprodón y la rehabilitación de una vivienda histórica en el pueblo medieval de Montdragon (Francia). Uno de los últimos concursos ganados es la rehabilitación del edificio de la Unión de Cooperadores de Gavà, un edificio que fue proyectado en 1936 por Josep Lluís Sert y Josep Torres Clavé.
En cuanto a sus proyectos de obra nueva, ha trabajado en el proyecto del Archivo Histórico Comarcal del Garraf, el Archivo Histórico Comarcal del Montsiá, el Archivo Histórico Comarcal de la Ribera de Ebro y la Escuela de Música y Danza de Palafolls. También colaboró en la construcción de la Biblioteca Nelson Mandela en Palmarín (Senegal) de la Fundació Lluís

## Distinciones[7]
| Año  | Nombre                                                | Obra                                                                                     | Resultado                    |
| ---- | ----------------------------------------------------- | ---------------------------------------------------------------------------------------- | ---------------------------- |
| 2016 | Premios Bulthaup 2016                                 | Rehabilitación de una casa de campo en Bracons, Barcelona                                | Finalista                    |
| 2014 | 1.ª Muestra de Arquitectura Catalana                  | Rehabilitación de la antigua fábrica 'La Seca' por el Espacio Cultural Brossa, Barcelona | Proyecto Selecionado         |
| 2013 | II Premio sul Restauro e Architetture Mediterranée    | Rehabilitación de la antigua fábrica 'La Seca' por el Espacio Cultural Brossa, Barcelona | Primer Premio                |
| 2013 | XII Biennal Española de Arquitectura y Urbanism       | Rehabilitación de la antigua fábrica 'La Seca' por el Espacio Cultural Brossa, Barcelona | Proyecto Selecionado         |
| 2012 | 13 BIENNALE ARCHITETTURA VENEZIA 2012                 | Rehabilitación de la antigua fábrica 'La Seca' por el Espacio Cultural Brossa, Barcelona | Selected Project             |
| 2011 | XI Premios Arquitectura de Lardillo 2009-2011         | Rehabilitación de la antigua fábrica 'La Seca' por el Espacio Cultural Brossa, Barcelona | Segundo Premio               |
| 2010 | 2010 Premios FAD                                      | Archivo Histórico Comarcal del Garraf, Villanueva y Geltrú (Barcelona)                   | Proyecto Seleccionado        |
| 2007 | 3.a Triennal de Arquitectura de l'Ebro                | Archivo Histórico Comaracal de Ribera de Ebro (Tarragona)                                | Proyecto Seleccionado        |
| 2004 | 1.a Triennal de Arquitectura del Maresme              | Escuela de Música y Baile, Palafolls (Barcelona)                                         | Finalista                    |
| 2004 | Feria Internacional del Libro de Guadalajara          | Escuela de Música y Baile, Palafolls (Barcelona)                                         | Proyecto Seleccionado        |
| 2003 | 3.a Biennal de Arquitectura de las Comarcas Centrales | Restauración de las Murallas de Vich (Barcelona)                                         | Primer Premio                |
| 2002 | 2002 Premios FAD                                      | Restauración de las Murallas de Vich (Barcelona)                                         | Proyecto Seleccionado        |
| 2002 | III Premio Jóvenes Arquitectos AJAC                   | Restauración de las Murallas de Vich (Barcelona)                                         | Finalista                    |
| 2002 | 2.a Bienal de Arquitectura de las Comarcas Centrales  | Edificio Residencial, Vich (Barcelona)                                                   | Premio Manel Anglada i Bayés |

## Grados y especializaciones[8]
| Año  | Curso                                                                               | Escuela                                                                                                  |
| ---- | ----------------------------------------------------------------------------------- | --- |
| 1994 | Licienciatura en Arquitectura                                                       | Escuela Técnica Superior de Arquitectura de Barcelona (ETSAB), Universidad Politécnica de Cataluña (UPC) |
| 1995 | Posgrado en Museografía y Diseño                                                    | Universidad Politécnica de Cataluña (UPC)                                                                |
| 1996 | Doctorado en Construcción, Engiñería y Investigación arquitectónica (No completado) | Universidad Politécnica de Cataluña (UPC)                                                                |
| 2009 | "El uso de material tradicional: cal"                                               | Colegio Oficial de Arquitectos de Cataluña (CoAC)                                                        |
| 2011 | "Edificios Históricos. Tratando con defectos estructurales"                         | Royal Instiute of British Architects (RIBA)                                                              |
| 2013 | "RIBA-Conservation Course"                                                          | Royal Institute of British Architects (RIBA)                                                             |

## Enseñanza Universitaria[8]
| Año  | Descripción | School                                                                              |
| ---- | --- | ----------------------------------------------------------------------------------- |
| 2012 | Profesor invitado "Caminado Barcelona"                                                                                                   | Escuela Técnica Superior de Arquitectura de Barcelona (ETSAB-UPC)                   |
| 2011 | Profesor invitado de "Paisajes Postindustriales"                                                                                         | Escuela Técnica Superior de Arquitectura de Barcelona (ETSAB-UPC)                   |
| 2010 | Profesor de "La Arquitectura Modernista: Edificios Residenciales. 'Viaje por el Modernismo de Barcelona: Historia, Arte y Arquitectura'" | Universidad de Vich (UVIC)                                                          |
| 2005 | Profesor de Proyectos de 2.o año | Escuela Superior de Arquitectura, Universidad Internacional de Cataluña (ESARQ-UIC) |

## Conferencias[8]
| Año  | Título                                                                                       | Acontecimiento/Institución | Lugar                |
| ---- | -------------------------------------------------------------------------------------------- | --- | -------------------- |
| 2015 |                                                                                              | | Prian, Eslovenia     |
| 2014 | "L'architeture d'aujourd'hui en Catalogne er aux Baléares"                                   | CAUE du Bas-Rhin | Estrasburgo, Francia |
| 2013 | "Atender el pasado con visión de futuro. La Seca. Barcelona"                                 | Building Solutions Congress Construmat 2013 | Barcelona, España    |
| 2011 | "Restauración de la antigua fábrica de la moneda 'La Seca' por el Espai Brossa en Barcelona" | VII Jornadas de Patrimonio Cultural - Catalunya Caixa/La Pedrera a Barcelona. " El edificio patrimonial como centro cultural: La intervención arquitectónica"        | Barcelona, España    |
| 2010 | Codirectora del evento                                                                       | "Jornada Adoberias. La mirada del arquitecto" Centro de Artes Contemporáneas de Vich (ACVIC) y Colegio Oficial de Arquitectos de Cataluña (CoAC) Delegación de Osona | Vich, Barcelona      |
| 2009 | Codirectora del evento                                                                       | "Arte público Vic 09: Vic-Espai Públic" Diputación de Barcelona | Vich, Barcelona      |
| 2008 | "Primera Arquitectura Catalana"                                                              | Escuela Técnica Superior de Arquitectura de Barcelona (ETSAB-UPC) | Barcelona, España    |
| 2004 | "Arquitectura Catalana. Volumen 2"                                                           | Colegio Oficial de Arquitectos de Cataluña (CoAC) | Barcelona, España    |
| 2004 | "Proyectos y obra propia"                                                                    | Colegio Oficial de Arquitectos de Cataluña (CoAC) Delegación de Osona                                                                                                | Vich, Barcelona      |

## Organismos Públicos[8]
| Año       | Función                                                                      | Institución               |
| --------- | ---------------------------------------------------------------------------- | ------------------------- |
| 2015-2016 | Miembro del Comité Executivo del Consejo de la Cultura de Barcelona          | Ayuntamiento de Barcelona |
| 2012      | Miembro de la Comisión Técnica de Patrimonio Cultural de la Cataluña Central | Generalidad de Cataluña   |
| 1995-2003 | Miembro del Patronado de la Ciudad Antigua                                   | Ayuntamiento de Vich      |
| 1994-1995 | Trabajadora del Departamento de Proyectos Urbanos                            | Ayuntamiento de Barcelona |